# Луций Пинарий Мамерцин
Луций Пинарий Мамерцин (лат. Lucius Pinarius Mamercinus; V век до н. э.) — римский политический деятель из патрицианского рода Пинариев, военный трибун с консульской властью 432 года до н. э.
Коллегой Луция Пинария по должности стали ещё два патриция: Спурий Постумий Альб Региллен и Луций Фурий Медуллин. 432 год до н. э. оказался мирным. К важным внутриполитическим событиям этого года Тит Ливий относит принятие по инициативе народных трибунов одного из первых законов против злоупотреблений на выборах. Правда, многие исследователи считают, что такое законодательство появилось существенно позже.